# Amuri vércse
Az amuri vércse (Falco amurensis) a madarak osztályának sólyomalakúak (Falconiformes) rendjéhez, azon belül  a sólyomfélék (Falconidae) családjához tartozó faj.
Korábban a kék vércse (Falco vespertinus) alfajaként tartották nyilván Falco vespertinus amurensis néven.

## Előfordulása
Ázsia keleti területein költ, telelni Afrika déli részére vonul. Első hitelesített magyarországi előfordulását Jászberényben regisztrálták, ahol 2006. július 10-13. között figyelték meg több alkalommal egy második éves fiatal (immatur) példányát.

## Megjelenése
Testhossza 26–30 centiméter, szárnyfesztávolsága pedig 63–71 centiméter.
|  |  |